# Cyphon yakushimanus
Cyphon yakushimanus là một loài bọ cánh cứng trong họ Scirtidae. Loài này được Yoshitomi miêu tả khoa học năm 2005.